# شورش توکوسی
شورش توکوسی یا توکوسی ایکی (به ژاپنی: 徳政一揆 Tokusei Ikki)، نوعی شورش خاک (تسوچی ایکی) است. هدف این شورش توکوسی‌ری بود. بر طبق دستور توکوسی‌ری رباخواران موظف می‌شدند که وثیقه‌های از قبیل، زمین، اشیای با ارزش یا کالاهایی که با بهره زیاد به اشخاص قرض داده بودند را آزاد کرده و به صاحبان آن بازگردانند.
در دوره موروماچی، قیام‌های زیادی رخ داد، از جمله شورش شوچو در سال ۱۴۲۸. مدتی طول کشید تا شدت و نیروی آن کاهش یابد. در میان چیزهایی که «توکوسی ایکی» نامیده می‌شود، قیام توکوسی کاکیچی معروف است. دلایل آن عبارتند از برداشت بد و ضعیف محصول، بیماری‌های عفونی، کاهش جمعیت و عدم اعتماد به شوگون. همچنین افرادی که در این شورش شرکت می‌کنند عبارتند از اجاره کنندگان اسب، عمده فروشان و توئی‌مارو (سازمانی که در شهری نزدیک رودخانه یا بندری که برنج مالیاتی سالانه در آن فرود می‌آید، ساکن است و همچنین حمل و نقل، انبارداری و فروش محموله را انجام می‌دهد).